# 维勒沃克
维勒沃克（法語：Villevoques，法語發音：[vilvɔk]）是法国卢瓦雷省的一个市镇，属于蒙塔日区。

## 地理
维勒沃克（48°1'46"N, 2°37'37"E）面积5.06 平方千米，位于法国中央-卢瓦尔河谷大区卢瓦雷省，该省份为法国中北部省份，北起埃松省，西北接厄尔-卢瓦省，西南接卢瓦-谢尔省，南至涅夫勒省和谢尔省，东临约讷省，东北接塞纳-马恩省。
与维勒沃克接壤的市镇（或旧市镇、城区）包括：米涅尔、贡德勒维尔、穆隆、帕讷、圣莫里斯叙费萨尔。

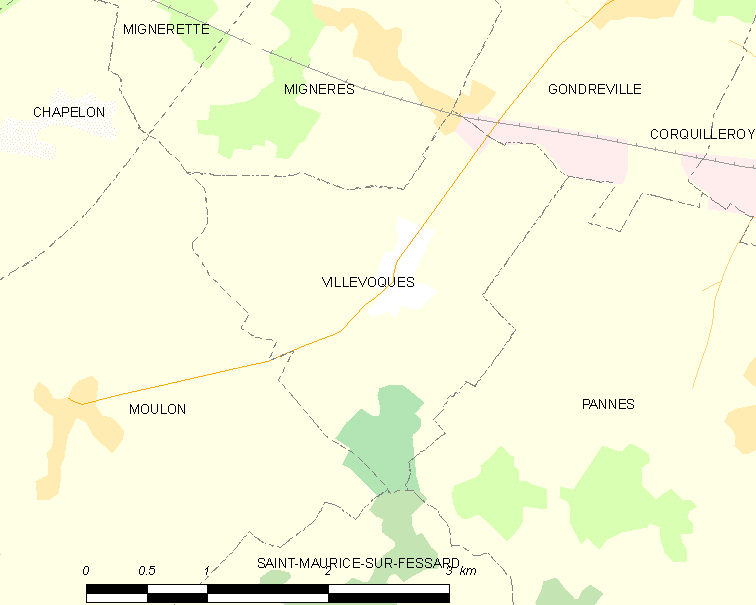
维勒沃克的OSM定位图

维勒沃克的时区为UTC+01:00、UTC+02:00（夏令时）。

## 行政
维勒沃克的邮政编码为45700，INSEE市镇编码为45343。

## 政治
维勒沃克所属的省级选区为库特奈县。

## 人口

1962-2008年间维勒沃克人口变化图示

维勒沃克于2022年1月1日时的人口数量为196人。